# Michał Psellos
Michał Psellos (ur. 1018, zm. 1078–1097) – bizantyński polityk, pisarz, historyk i filozof. W odróżnieniu od cesarza Michała II, noszącego przydomek Psellos, nazywany Michałem Psellosem młodszym.

## Życiorys
Urodził się w patrycjuszowskiej rodzinie pochodzącej z Nikomedii. Znany pod imieniem zakonnym Michał, na chrzcie otrzymał imię Konstantyn. Na początku zajmowała się nim matka Teodote, która następnie zapewniła mu opiekę najlepszych nauczycieli w Konstantynopolu. Psellos był bardzo zdolny, w wieku dziesięciu lat znał i komentował Iliadę i Odyseję Homera. Następnie Psellos uczył się w szkole septem artes liberales (siedem przedmiotów godnych wolnego człowieka): gramatykę, retorykę, dialektykę, geometrię, arytmetykę, muzykę i astronomię. Wśród kolegów szkolnych Psellosa znajdowali się: przyszły cesarz Konstantyn Dukas i przyszli patriarchowie i przyjaciele Psellosa Konstantyn Leichudes i Jan Ksifilinos. Mając szesnaście lat Psellos pracował w sądownictwie w Tracji - Macedonii. Do stolicy powrócił w 1034 roku, dowiedziawszy się o śmierci siostry. Odbył studia na uniwersytecie w Konstantynopolu na wydziale filozofii. Był tam jednym z najzdolniejszych studentów. Następnie udał się do Filadelfii w Azji Mniejszej, aby objąć tam posadę w administracji sądowniczej. Został szybko adwokatem a następnie sędzią w Filadelfii. Krótko potem przybył do stolicy na wezwanie przyjaciela ze studiów, Konstantyna Leichudesa, ministra cesarskiego. Psellos otrzymał stanowisko sekretarza cesarskiego.
Cesarz Konstantyn IX Monomach wyniósł Psellosa na stanowisko rektora stołecznego uniwersytetu, na którym Michał kierował wydziałem filozofii. Psellos wykładał zasady filozofii neoplatońskiej, sprzecznej z ortodoksyjną doktryną Kościoła, komentował pisma Arystotelesa i filozofów chrześcijańskich. Zasłynął jako wykładowca, a wśród jego studentów byli muzułmanie i łacinnicy z Europy Zachodniej. Jednocześnie dużo pisał na tematy tak odległe od siebie jak: medycyna, filologia, wojskowość, poezja, teologia, matematyka, prawo itp. Obdarzano go przydomkami „największy filozof”, „przemądry”, „najwymowniejszy”, „najmądrzejszy we wszystkim i najdostojniejszym”. Można zaryzykować stwierdzenie, że Psellos był pierwszym prawdziwym humanistą bizantyńskim. Pozostawił po sobie wielu wybitnych uczniów (m.in. filozofa Jana Italosa). 
W 1054 roku na krótko przed śmiercią Konstantyna X (1042-1055), Psellos i jego przyjaciele popadli w niełaskę i wstąpili z własnej woli do klasztoru na Górze Olimp w Bitynii. Wówczas Konstantyn Psellos przyjął imię Michał, pod którym jest znany. Rozczarowany żywotem mnichów Psellos powrócił w 1055 roku do stolicy na wezwanie cesarzowej Teodory (ks. VI, Teodora, p. 13). Został jej osobistym doradcą, ale nie dostał żadnego urzędu. Zadbali o to jego wrogowie polityczni, którym naraził się za panowania Konstantyna X. Psellos okazał się politykiem zmieniającym poglądy w zależności od sytuacji. Za panowania Michała VI (1056-1057) udał się wraz z Leichudesem z poselstwem do uzurpatora Izaaka Komnena, przywódcy stronnictwa wojskowego. Przeszedł na jego stronę, a Izaak (1057-1059) odwdzięczył się nadaniem mu godności na dworze. Przyjaciel Psellosa Konstantyn Leichudes został patriarchą Konstantynopola. Jednak przebiegły mnich nie był lojalny. Intrygował przeciwko cesarzowi i przystał do stronnictwa cywilnego, a następnie namówił Izaaka do abdykacji. Cesarzem przy dużym udziale Psellosa został Konstantyn X Dukas (1059-1067), kolega szkolny Psellosa. Konstantyn uczynił go wychowawcą swojego syna i następcy Michała Dukasa. Cesarz uwielbiał Psellosa. Psellos zwany był szarą eminencją. Na dworze knuto przeciwko niemu intrygi. Doprowadziło to na krótko do usunięcia Psellosa ze dworu. Po śmierci Konstantyna Psellos powrócił na dwór. Państwem rządziła teraz wdowa po Konstantynie X, Eudoksja. Faktycznie rządził jednak Psellos do czasu, gdy Eudoksja poślubiła Romana IV Diogenesa (1068-1071), który został cesarzem. Jako zwolennik rządów wojskowych był niechętny Psellosowi. Roman podjął walkę z Turkami, którą później Psellos w Kronice pomniejsza. W 1071 roku doszło do największej klęski w historii Bizancjum czyli przegranej bitwy z Turkami Seldżuckimi pod Mantzikert. Cesarz Roman dostał się do niewoli. Psellos chcący odzyskać dawne znaczenie pragnął odebrać Romanowi tron. Gdy cesarz wracał z niewoli, Psellos wyniósł na tron swojego wychowanka Michała Dukasa (1072-1078). Psellos kazał pochwycić Romana i nakazał jego oślepienie. Do ślepego ekscesarza napisał ironiczny list, w którym gratulował Romanowi utraty oczu, twierdząc, że „Bóg uznał go za godnego lepszego światła”. Psellos został znowu na krótko pierwszym ministrem (ks. VII, Roman IV, p. 29). Michał uległ namowom dworzan i wysłał Psellosa do klasztoru. Być może uważał, że lepiej będzie trzymać go z dala od siebie. Psellos nie powrócił już na dwór cesarski. Widział jednak upadek swojego ucznia Michała VII, po wstąpieniu na tron Nicefora III (1078-1081). 
Data śmierci Psellosa pozostaje sporna. Przeważnie wymienia się: marzec 1078, 1081 lub 1096/1097.

## Twórczość
- Kronikarstwo: Kronika.

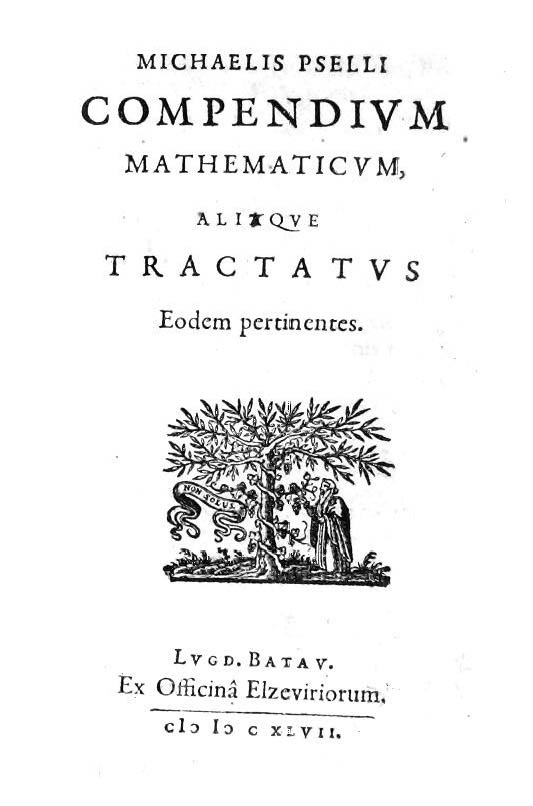
Compendium mathematicum, 1647

- Filologia: Alegorie Homerowe, Alegoria o Sfinksie, Kirke i jej czarodziejska sztuka, Komentarz do 24 komedii Meandra, Objaśnienia wyrażeń ludowych, , O gramatyce, i przydechowych, O sztuce retorycznej, O szyku części mowy, O Tantalu, O wersyfikacji, Objaśnienia zabobonów ludowych, Parafraza do Iliady, Studium o spółgłoskach bezdźwięcznych, dźwięcznych, Terminologia prawnicza, Zarys praw w wierszach jambicznych i politycznych do cesarza Michała Dukasa, Zbiór myśli retorycznych.
- Filozofia: Zwierciadło cnoty, Wszechnauka, Krótkie odpowiedzi na problemy przyrodnicze, Jedenaście rozdziałów, Sądy o duszy, Kres życia, O narodzinach duszy według Platona, O ideach platońskich, Czy jest coś oprócz nieba, Wiara w starożytnych Greków w demony, O wyroczniach chaldejskich, Krótki wykład o dogmatach chaldejskich, O wyrażaniu się, O pięciu tonach, Kategorie, Kompendium do Logiki Arystotelesa, Komentarz do Fizyki Arystotelesa.
- Matematyka: O geometrii.
- Medycyna: Kompendium medyczne w jambach Krótki przegląd całej nauki medycznej, O kąpieli, O nowych nazwach chorób.
- Poezja: Do pewnego mnicha, , Na cesarza Izaaka Komnena, Na chorągiew cesarską, Na lunatyzm, Na mnicha Sabbaitę, Na Sklerajnę, Na świerzb, Officium na Symeona Metafrastesa, Na zawalenie się kopuły Hagia Sophia, Modlitwy, Ty mi owce.
- Teologia: Tymoteusz, czyli o działaniu demonów, Stworzenie świata w ciągu sześciu dni, Komentarz do Pieśni nad Pieśniami, Żywot św. Aksentiosa, Komentarz do pism św. Grzegorza z Nazjanzu, Komentarz do pism św. Bazylego Wielkiego, Komentarz do pism św. Grzegorza z Nyssy, Komentarz do pism Jana Klimaka, Kazania ku czci Symeona Metafrastesa, O cudach św. Michała, O św. Grzegorzu Cudotwórcy, Na sprowadzenie relikwii męczennika Stefana, Mowy na część św. Jerzego, Homilie o poście, O tytułach psalmów.
- Wojskowość: Taktyka wojenna.
- około 500 listów i kilkadziesiąt mów.

Didaskalia pantodape (Wszechnauka) to główne filozoficzne dzieło Psellosa. Składa się z 193 partii o treściach filozoficznych, teologicznych, astronomicznych i fizjologicznych, potraktowanych z punktu widzenia neoplatonizmu.
Próby pogodzenia platońskiej filozofii idei z doktryna chrześcijańską zawierają Krótkie odpowiedzi na problemy przyrodnicze. Publiczne głoszenie platonizmu i neoplatonizmu spowodował oskarżenie Psellosa o herezję pogaństwa. Pisarz został zmuszony do publicznego "wyznania wiary".
Kronika czyli historia jednego stulecia Bizancjum obejmuje w siedmiu księgach lata 976-1077. Psellos skupia się bardziej na postaciach z dworu cesarskiego niż na samych wydarzeniach, zajmowały go wewnętrzne sprawy pałacu, interesowały motywy postaci i ich emocje. Opisywał tylko wypadki najważniejsze, nie pomijał też milczeniem ważnych wydarzeń w polityce zagranicznej.
Często z jego dorobku literackiego korzystali późniejsi historycy, jak Nicefor Bryennios w swych Materiałach historycznych, pisarka bizantyjska Anna Komnena, pisząc swą słynną Aleksjadę, a najwięcej Jan Zonoaras w Skrócie historii.

### Polskie wydania i przekłady dzieł Michała Psellosa
- Michał Psellos, Epitafium na Sklerajnę [w:] Leon Sternbach, Menandrea, „Rozprawy Wydziału Filolologicznego AU” 15 (1891), s.375-393 (streszczenie „Sprawozdania Akademii Umiejętności” 1891, s.22).
- Michał Psellos, Wiersz [w:] Leon Sternbach, Analecta Byzantina, „Ceske Museum Filoogickie” 6 (1900), s.291-322.
- Michał Psellos, Die Joanne Psello, wyd. Leon Sternbach, „Eos” 9 (1903), s.5-10.
- Michał Psellos, Satyra [w:] Leon Sternbach, Ein Schmahgedicht des Michael Psellos, „Wienner Studien“ 25 (1903), s.10-39 (= Wien 1903; streszeczenie: „Sprawozdania Akademii Umiejętności“ 7 (1902), z.7, s.3-4.
- Michał Psellos, Zamordowanie Romana III w roku 1034 [w:] Literatura bizantyńska, wybór tekstów, układ i tłumaczenie J. Birkenmajer, Wielka literatura powszechna Trzaski, Everta i Michalskiego, Antologia, t.6, cz.2, Warszawa 1933, s. 860-861
- Michał Psellos, Kronika, czyli historia jednego stulecia Bizancjum (976-1077), Z języka greckiego przełożył, wstępem i przypisami opatrzył Oktawiusz Jurewicz, Wrocław 1985. [Biblioteka Przekładów z Kultury Antycznej t.26]
- Michał Psellos, Kronika (fragmenty), przeł. Oktawiusz Jurewicz [w:] Jerzy Hauziński, Kraje i kultury śródziemnomorskie, Poznań 1990, s.124-126, 127-129, 149-159.
- Michał Psellos, Poezje, przeł. A. Szastyńska-Siemion [w:] Ojcowie żywi XII. Muza chrześcijańska, t. 3: Poezja grecka od II do XV wieku, wstęp i oprac. M. Starowieyski, Kraków 1995.
- Michał Psellos, Kronika (fragment: O sprawowaniu władzy przez cesarza Bazylego II), przeł. Oktawiusz Jurewicz [w:] Wiek V-XV w źródłach. Wybór tekstów źródłowych z propozycjami metodycznymi dla nauczycieli historii i studentów, oprac. M. Sobańska-Bondaruk, S.B. Lenard, Warszawa 1997, s.46-49.
- Michał Psellos, Kronika (fragmenty), przeł. Oktawiusz Jurewicz [w:] Robert Browning, Cesarstwo Bizantyńskie, przeł. G. Żurek, Warszawa 1997, s.329-347.

### Opracowania
- Michael Angold, Cesarstwo bizantyńskie 1025-1204. Historia polityczna, przeł. W. Brodzki, Kraków 1993.
- Helena Cichocka [rec.], Michał Psellos, Kronika, czyli historia jednego stulecia Bizancjum (976-1077), Z języka greckiego przełożył, wstępem i przypisami opatrzył O. Jurewicz, Wrocław 1985, - „Nowe Książki” (1986), z. 4, s. 14-15.
- Seweryn Hammer, Michał Psellos jako pedagog, „Przegląd Klasyczny” 5 (1939), z.6-8, s.505-543.
- Hans-Wilhelm Haussig, Historia kultury bizantyńskiej, przeł. T. Zabłudowski, wyd. 2 popr. i uzup., Warszawa 1980.
- Joan M. Hussey, Michael Psellos, the Byzantine Historian, „Speculum” 10 (1935), s.81-90.
- Oktawiusz Jurewicz, „Die Chronographie” des Michael Psellos als Quelle zur byzantinischen Kultur im Ausgang des 10 Jh., „Eos” 72 (1984), z. 2, s. 315-322 (= Byzantinische Forschungen, Amsterdam 1992, s.137-146.
- Oktawiusz Jurewicz, Literatura bizantyńska [w:] Dzieje literatur europejskich, pod red. W. Floryana, Warszawa 1977, s.137-188.
- Oktawiusz Jurewicz, Michał Psellos [w:] Słownik pisarzy świata, t. 1: Literatura antyczna: staogrecka, bizantyńska, nowogrecka, rzymska. Literatura afrykańska, oprac. O. Jurewicz, S. Piłaszewicz, Warszawa 1994, s.52-53.
- Oktawiusz Jurewicz, Historia literatury bizantyńskiej. Zarys, Wrocław 1984.
- Oktawiusz Jurewicz, Renesans literatury bizantyjskiej w XII w., „Meander” 17 (1962), z. 9, s. 407-419.
- Cyril Mango, Historia Bizancjum, przeł. Małgorzata Dąbrowska, Gdańsk 1997.
- F.H. Marshall, John Mavrogordato, Literatura bizantyjska [w:] Bizancjum. Wstęp do cywilizacji wschodniorzymskiej, red. N.H. Baynes i S.L.B. Moss, przeł. Edward Zwolski, Warszawa 1964.
- John Meyendorff, Teologia bizantyjska. Historia i doktryna, przeł. Jerzy Prokopiuk, Warszawa 1984.
- Georg Ostrogorski, Dzieje Bizancjum, przeł. pod. red. H. Evert- Kappesowej, wyd.2, Warszawa 1968.
- D.I. Polemis, When Did Psellos Die ?, „Byzantinische Zeitschrift” 58 (1965), s. 73-75.
- Jan Sajdak, Literatura bizantyńska [w:] Wielka literatura powszechna Trzaski, Everta i Michalskiego, t.4, Warszawa 1933, s. 679-760.
- A. Kaldellis, Anthony Kaldellis: The argument of Psellos' Chronographia, Boston 1999.
- E. Pietsch: Die "Chronographia" des Michael Psellos: Kaisergeschichte, Autobiographie und Apologie, Wiesbaden 2005.
- S. Papaioannou, Michael Psellos: Rhetoric and Authorship in Byzantium, Cambridge 2013.
- F. Lauritzen, Depiction of Character in the Chronographia of Michael Psellos, Turnhout 2013.